# Estádio de Deodoro

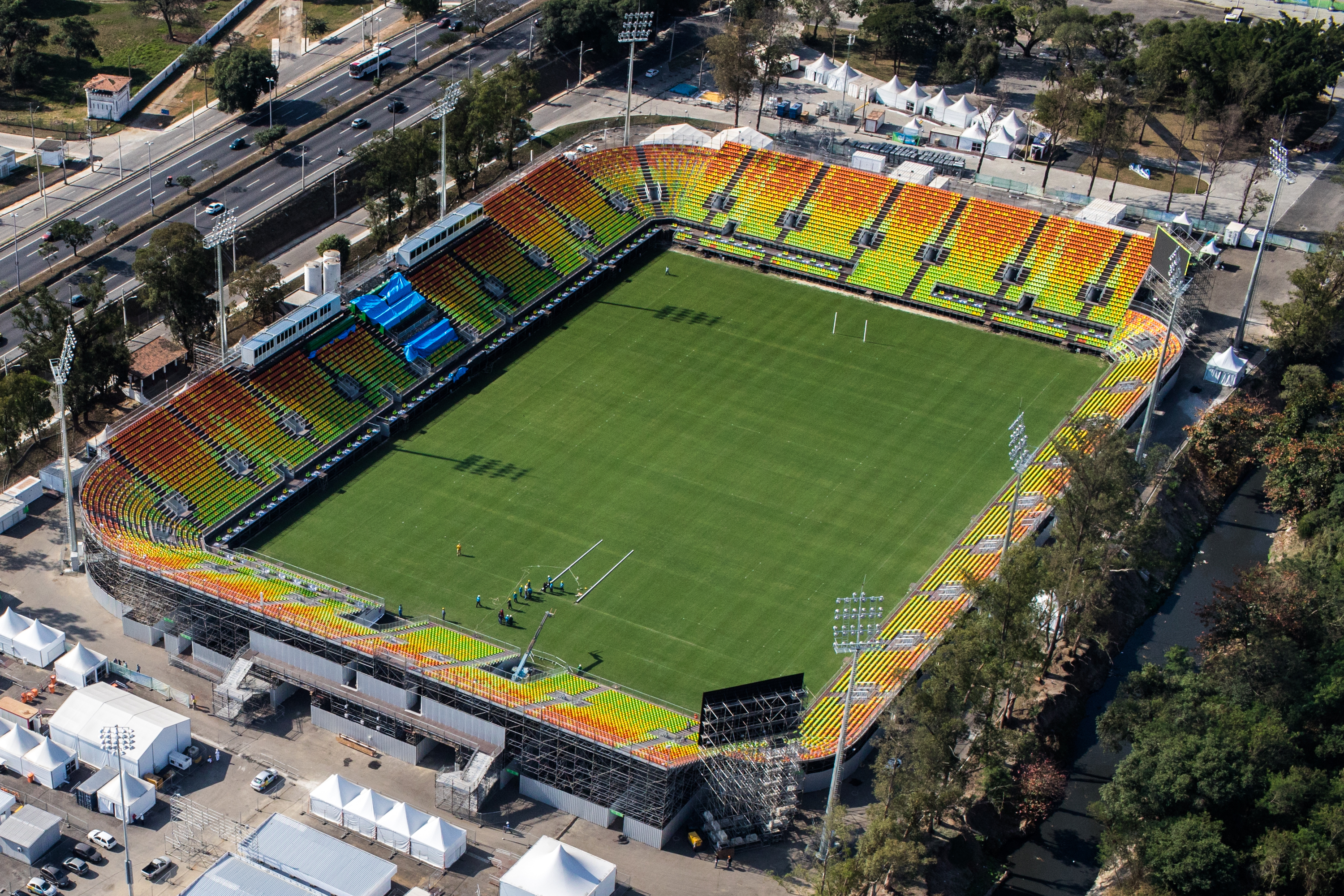
Estádio de Deodoro

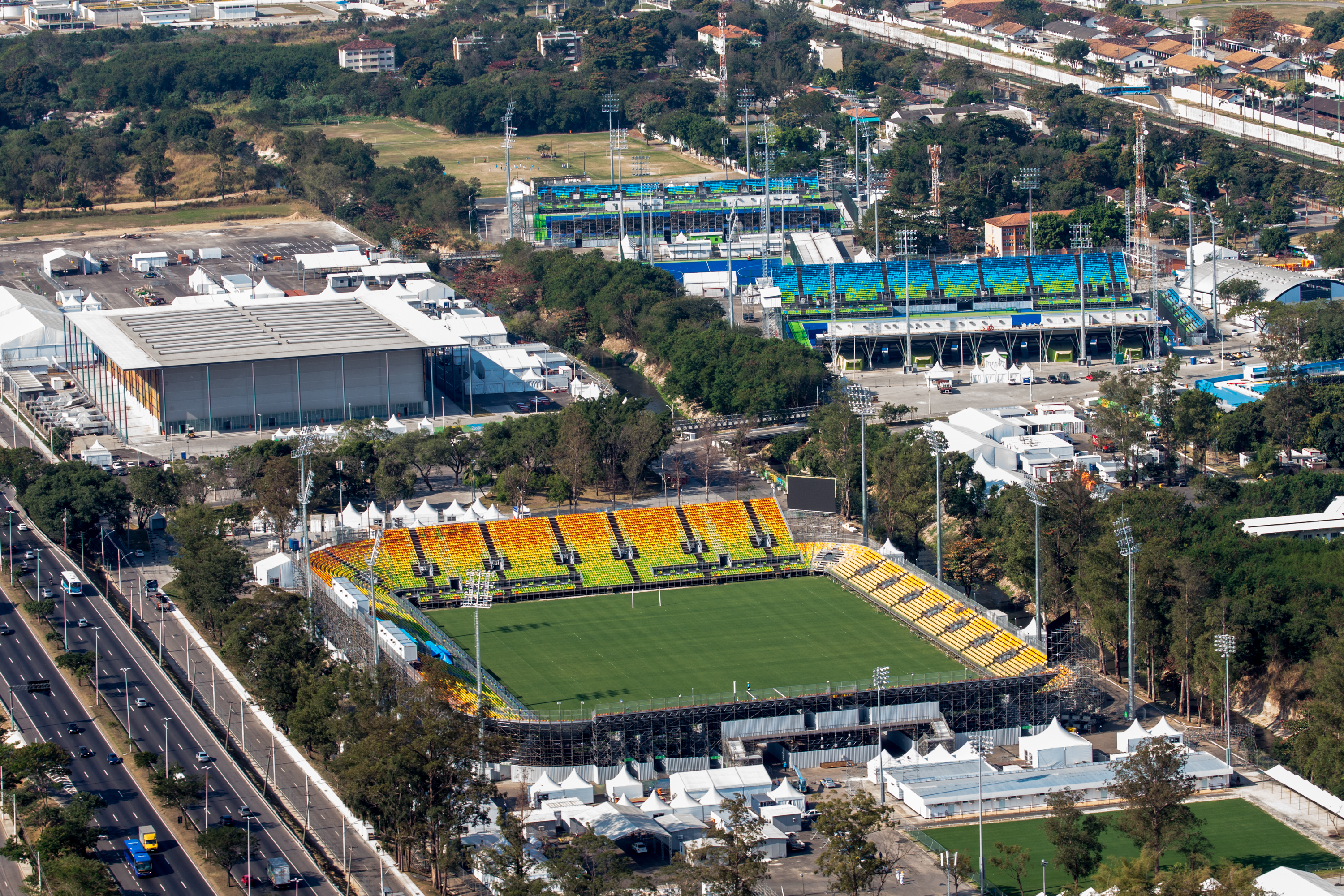
Estádio de Deodoro tussen de omliggende infrastructuur

Het Estádio de Deodoro is een tijdelijk opgetrokken stadion dat voor de Olympische Zomerspelen in Rio de Janeiro wordt gebruikt. Er is plaats voor 15.000 toeschouwers.
Het ligt in het X-parkgedeelte (of Parque Radical) van het Olympische park Deodoro, in het noordwesten van de stad, in de wijk Deodoro. In het stadion vindt de rugbycompetitie plaats, evenals bepaalde onderdelen van de moderne vijfkamp. Ook wordt de uitslag van het rugby tijdens de Paralympische Spelen in dit stadion beslecht.